# Răcari
Racari là một thị xã thuộc hạt Dâmbovița, România. Dân số thời điểm năm 2002 là 6911 người.